# Robert Anthony Salvatore

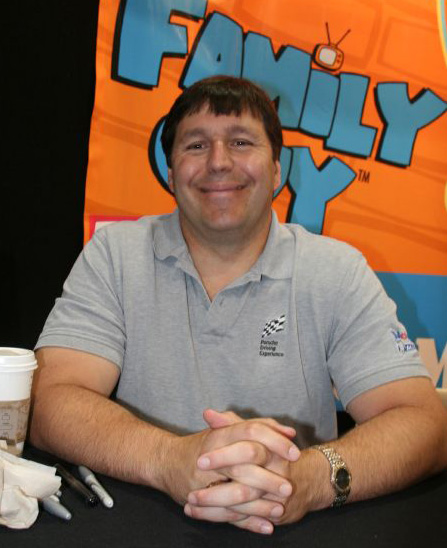
Robert Anthony Salvatore v roce 2006

Robert Anthony Salvatore (* 20. ledna 1959) je spisovatel sci-fi a fantasy literatury. Je známý svými romány Forgotten Realms a Star Wars.
Robert Salvatore se narodil ve městě Leominster ve státě Massachusetts. Během studia na Fitchburg State College se začal zajímat o literaturu. Během studia na vysoké škole mu kamarád dal knihu Pán prstenů od J. R. R. Tolkiena, který ho částečně ovlivnil. Dokončil Bachelor of Science Degree in Communications a vrátil se ke studiu Bachelor of Arts in English.
Roku 1982 napsal rukopis nazvaný Ozvěny čtvrté magie (Echoes of the Fourth Magic). Proslavil se několika sériemi knih o světě Forgotten Realms a později také díky sáze Demon Wars a dvěma knihám Star Wars.
Jedním z jeho oblíbených hrdinů je temný elf (drow) Drizzt Do'Urden, který bojuje za to, čemu věří že je správné, což je v protikladu ke stereotypům temných elfů.
Kromě novel napsal příběhy pro video hry Forgotten Realms: Demon Stone (2004) na PS2, Xbox a PC. Spolupracoval s designovým týmem ve Stormfront Studios. Hra byla uvedena na Atari a byla nominována na ceny Academy of Interactive Arts & Sciences a BAFTA.
Salvatore je také na seznamu bestselerů New York Times Best Seller list.

### Ztracená království (Forgotten Realms)

#### Planina ledového větruThe Icewind Dale Trilogy
- Legenda o Drizztovi IV., Planina ledového větru. Sv. 1, Magický krystal (1997, ISBN 80-7174-327-5, 2006) The Crystal Shard (1988) (od 1351DR do 1356DR) (DR = anglicky: Dalereckoning je fiktivní počítání roků ve Forgotten Realms)
- Legenda o Drizztovi V., Planina ledového větru. Sv. 2, Stříbrné prameny (1997, ISBN 80-7174-879-X, 2006 nebo 2007) Streams of Silver (1989) (1356DR)
- Legenda o Drizztovi VI., Planina ledového větru. Sv. 3, Rubínový klenot (1997, ISBN 80-7174-915-X, 2006 nebo 2007) The Halfling's Gem (1990) (od 1356DR do 1357DR)

#### Temný elf (The Dark Elf Trilogy)
- Legenda o Drizztovi I., Temný elf I., Domovina (2007, ISBN 978-80-86354-97-2) Homeland (1990) (od 1297DR do 1328DR)
- Legenda o Drizztovi II., Temný elf II., Vyhnanství (2007, ISBN 978-80-7398-001-6) Exile (1990) (od 1338DR do 1340DR)
- Legenda o Drizztovi III., Temný elf III., Útočiště (2008, ISBN 978-80-7398-006-1) Sojourn (1991) (od 1340DR do 1347DR)

#### Drowův odkaz (Legacy of the Drow)
- Legenda o Drizztovi VII., Drowův odkaz I., Odkaz (2008, ISBN 978-80-7398-021-4, nakladatelství Fantom Print) The Legacy (1992) (1357DR)
- Legenda o Drizztovi VIII., Drowův odkaz II., Bezhvězdná noc (2008, ISBN 978-80-7398-026-9, nakladatelství Fantom Print) Starless Night (1993) (1357DR)
- Legenda o Drizztovi IX., Drowův odkaz III., Obklíčeni temnotou (2009, ISBN 978-80-7398-039-9, nakladatelství Fantom Print) Siege of Darkness (1994)
- Legenda o Drizztovi X., Drowův odkaz IV., Cesta k úsvitu (2009, ISBN 978-80-7398-058-0, nakladatelství Fantom Print) Passage to Dawn (1996) (1364DR)

#### Temné stezky (Paths of Darkness)
- Legenda o Drizztovi XI, Temné stezky I., Tichá čepel (2010, ISBN 978-80-7398-071-9, nakladatelství Fantom Print) The Silent Blade (1998) (1364DR)
- Legenda o Drizztovi XII, Temné stezky II., Páteř světa (2010, ISBN 978-80-7398-102-0, nakladatelství Fantom Print) The Spine of the World (1999) (od 1365DR do 1369DR)
- Legenda o Drizztovi XIII, Temné stezky III., Mečové moře (2011, ISBN 978-80-7398-119-8, nakladatelství Fantom Print) Sea of Swords (2001) (od 1369DR do 1370DR)
- Servant of the Shard (2000) (1366DR) - nyní v trilogii The Sellswords

#### The Cleric Quintet
- Canticle (1991) (1361DR)
- In Sylvan Shadows (1992) (1361DR)
- Night Masks (1992) (1361DR)
- The Fallen Fortress (1993) (od 1361DR do 1362DR)
- The Chaos Curse (1994) (1362DR)

#### trilogieLovcovy čepele (The Hunter's Blades)
- Forgotten Realms, Lovcovy čepele I., Tisíc orků  (2011, ISBN 978-80-7398-136-5, nakladatelství Fantom Print) The Thousand Orcs (2002) (1370DR)
- Osamělý drow (The Lone Drow) (2003) (1370DR)
- Dva meče (The Two Swords) (2004) (mezi 1370DR a 1371DR)

#### trilogie Žoldáci(The Sellswords)
- Služebník krystalu (Servant of the Shard) (2000) (1366DR)
- Slib Čarodějného krále (The Promise of the Witch King) (2005) (1370DR)
- Cesta patriarchy (Road of the Patriarch) (2006)

#### War of the Spider Queen
- Dissolution (autor: Richard Lee Byers) (2002) (1372DR)
- Insurrection (autor: Thomas M. Reid) (2002) (1372DR)
- Condemnation (autor: Richard Baker) (2003) (1372DR)
- Extinction (autor: Lisa Smedman) (2004) (1372DR)
- Annihilation (autor: Philip Athans) (2004) (1372DR)
- Resurrection (autor: Paul S. Kemp) (2005) (1372DR)

### The Spearwielder's Tales
- The Woods Out Back (1993)
- The Dragon's Dagger (1994)
- Dragonslayer's Return (1995)

### Corona Novels
- The Highwayman (2004)
- Trial by Fire (2001)

#### The DemonWars Saga- Démon se probouzí
- Démon se probouzí (2004) (The Demon Awakens) (1997) ISBN 80-7174-580-4
- Duch démona (2007) ISBN 978-80-7174-670-6, Brno, nakladatelství Návrat, The Demon Spirit (1998)
- The Demon Apostle (1999)

- Mortalis (2000)
- Ascendance (2001)
- Trascendence (2001)
- Immortalis (2003)

#### Kroniky Ynis Aielle
- Kroniky Ynis Aielle. Kniha první, Ozvěny čtvrté magie (2002) (Echoes of the Fourth Magic) (1990) ISBN 80-7174-453-0
- The Witch's Daughter (1991)
- Bastion of Darkness (2000)

### Crimson Shadow
- Bedwyrův meč (1997) (The Sword of Bedwyr) (1994) ISBN 80-85782-86-3
- Luthienova hra (1997) Luthien's Gamble (1996) ISBN 80-85782-88-X
- The Dragon King (1996)

Neverwinter
- Gauntlgrym (2010) ISBN 978-80-7398-338-3 (2016)
- Letohrad (2011) ISBN 978-80-7398-356-7 (Neverwinter) (2016)

### Star Wars:New Jedi Order
- Star Wars: Nový řád Jedi. Prvotní vektor (2007, ISBN 978-80-252-0652-2) Vector Prime (2000)

### Star Wars
- Star Wars: Epizoda II – Klony útočí (románové ztvárnění podle filmu)

### Obrazové adaptace románů
- Homeland
- Exile
- Sojourn

### Další romány
- Tarzan: The Epic Adventures

### Další
- The Accursed Tower - Modul s dobrodružstvím pro AD&D 2. edice
- Demon Stone - RPG pro PS2, Xbox, and PC
- Ve spolupráci se Seven Swords vytvořil R. A. Salvatore bot chat responses??? pro počítačovou hru Quake 3 Arena

### Rozhovory
anglicky
- Rozhovor Archivováno 9. 12. 2006 na Wayback Machine. vedený Jayem Tomioem pro Fantasybookspot.com
- Rozhovor s R. A. Salvatorem na wotmania.com
- Rozhovor na serveru Flames Rising (květen 2006)